# ビームサーベル
ビームサーベル (Beam Saber) は、アニメ『ガンダムシリーズ』に登場する、架空の兵器。モビルスーツの武装の一つで、いわゆる高密度粒子の剣である。「Beam（ビーム）」は英語読み、「Saber（サーベル）」はオランダ語読みである。

## 概要
ガンダムシリーズに登場するビーム・サーベルの柄は、一般に形状は円筒形でモビルスーツが片手に持てる程度のサイズである。使用する際には、一方の端より10数mほどの円錐状フィールドを発振し刀身を形成することで、高い切断・溶解力を持つ接近戦用兵器になる。
『スター・ウォーズ・シリーズ』に出てくるライトセーバーと混同されやすいが、その構造の違いは『機動戦士ガンダムF91』のパンフレットに詳しく記載されている。スター・ウォーズ世界のライトセーバーは設定上、アーク放電や電荷のプラスマイナス、光パワーがクリスタルを通って、プラズマ・エネルギーの刃、と言った表記が見られるのに対して、ガンダムのビーム・サーベル（ここでは宇宙世紀版）は架空の物質ミノフスキー粒子をビーム状にした物という違いがあるが、「発光する、基本的に何でも切れる、相手の同様の剣と打ち合うことが可能」といった映像上での特徴は共通している。
「刀身が光と熱を放つ剣」は1972年放映の『海のトリトン』で、また「放射したビームを刀身の代わりにして敵を斬る」という設定は1976年に放映された『勇者ライディーン』ですでに登場している（いずれも富野由悠季が手がけた作品である）。サンライズの飯塚政夫は、日本公開の1年前（1977年）にアメリカで『スター・ウォーズ』を観てきたスタジオぬえのメンバーが、ライトセーバーのアイデアを紹介してくれたと述べている。
ガンダムの企画段階では後にガンダムと名が付くモビルスーツは銃で決着をつける設定となっており、企画段階の名では「ガンボーイ」という案もあった。

## 各世界観におけるビームサーベル

### 宇宙世紀におけるビーム・サーベル
アニメ『機動戦士ガンダム』から始まる宇宙世紀を世界観とする作品に登場するビーム・サーベルは、エネルギーCAPによって縮退しメガ粒子となった、或いはメガ粒子になる直前の高いエネルギー状態のミノフスキー粒子を、Iフィールドで収束させて刃の形にした、熱エネルギー兵器である。ビーム・サーベルの稼働エネルギーは、モビルスーツ本体からマニピュレーターのエネルギーコネクターを介して行われる。映像としてはOVA『機動戦士ガンダム 第08MS小隊』において、
サーベルの柄部とコネクターを接続する機構が詳細に描かれている。
ビーム・サーベルを形成する、高エネルギー状態のミノフスキー粒子を閉じ込めているIフィールドは、他のビーム・サーベルのIフィールドや、ヒート兵器の準プラズマ形態と接触すると斥力を発して反発する。これによってビーム・サーベル同士、或いはビーム・サーベルとヒート兵器が切り結ぶと“鍔競り合い”が生じることとなるのである。なおこの時、サーベルを形成するIフィールドの出力差が大きければ、大出力側が鍔迫り合いを、激しく粒子を撒き散らしながら時間をかけて圧しきる場合もある。

#### ビーム・サーベルの威力
最初期に製造されたガンダムのビーム・サーベルであっても、その威力は、30cm厚さのチタニウム鋼を1秒以内に切断（溶断）可能とされる。実際に、各アニメシリーズにおいて、ビーム・サーベルで溶断されたモビルスーツの装甲は、赤熱した溶融状態として描かれるため、その威力を視覚的に捉える事ができる。
熱エネルギー拡散の激しい水中戦においてさえ、アニメ『機動戦士ガンダム』ではガンダムがゴッグ、グラブロといった重装甲機を、短時間のビーム刃の接触によって撃破しており、高い威力を保っている事がうかがわれる。テレビアニメ『機動戦士ガンダムΖΖ』、テレビアニメ『機動戦士Vガンダム』では、水中でビーム・サーベルを発振すると、周囲に連続して水蒸気爆発が生じるなど、より威力を強調した描きかたが為されている。
これら以外の特徴的な描写としては、『機動戦士Vガンダム』にてサーベルに直接接触した人体（ネネカ隊）が、スローモーション描写でなお瞬く間に蒸発する場面や、OVA『機動戦士ガンダム 第08MS小隊』でサーベル出力を落とした上で雪に接触させて周囲地形の土を短時間マグマ化させることで窪地を作り、さらに雪の蒸発水を溜めることで即席の温泉を用意するといった、視聴者へとビームの超高温を伝える物がある。

#### 作品内での兵器発展史
ビーム・サーベルは一年戦争時、ガンダムに初めて白兵戦用の武器として装備され、その後地球連邦軍側ではガンダムの他にもジムが、ジオン公国軍側ではギャンやゲルググなどが装備してからはモビルスーツの標準武装となり、以降のほとんどの機体にはビーム・サーベルが装備されている。ビーム・サーベルは発生するビームの刃の形状の違いによっていくつかのバリエーションが存在する。長い柄の先端部のみに刃を発生させる事でエネルギー消費を少なくしたビーム・ジャベリンや、柄の両側から2本の刃を発生できるビームナギナタ等が代表的なバリエーションであるが、ギラ・ドーガに装備されたビーム・サーベルのようにサーベル、アックス、ピックと複数の形状のビームの刃を一つの装備で発生できるようにしたものもあり、汎用性の高さがうかがえる。
また、早くから兼用兵器としても発達しており、ガンダム試作1号機のビーム・ライフルは近接防御用の“ジュッテ”を銃身下部に発生でき、Ζガンダムのビーム・ライフル、ハイパー・メガ・ランチャーは砲口からサーベルの刃を発生させることができる（劇中ではこれを「ロング・ビーム・サーベル」と呼んでいる）。逆にガンダム試作1号機やΖΖガンダム、キュベレイなどのビーム・サーベルは機体にホールドしている状態ではビームガンとしても機能する（Ζガンダムもウェイブライダー形態時にはビーム・サーベルがビームガンとなる）。
第二次ネオ・ジオン抗争時になるとリミッター機能が追加され、刃は斬撃時のみ発生するように改良された。また、刃は円錐状以外にも「剣」のように平たい形状のものも出てきた。νガンダムやサザビーといったカスタム機には刃の形状の異なる2種類のビーム・サーベルが装備されている。
宇宙世紀0120年ごろになるとビームシールドが登場するが、これもビーム・サーベル形成技術を応用したものである。後にはクロスボーン・ガンダムのビームザンバーやマザー・バンガードのビームマスト、ゴトラタンのビームトンファーのように、さらに大型で自由な形状のものが登場している。

#### 特殊な戦法
サーベルを用いた特殊な攻防としては、テレビ版『機動戦士ガンダム』第38話「再会、シャアとセイラ」において、アムロ・レイがシャア専用ゲルググが発射したビームをビーム・サーベルで弾く場面のように、初期作品にも見られる。
劇場アニメ版『機動戦士Ζガンダム』でのカミーユ・ビダンは、発振状態で投擲したサーベルにライフルを撃ち込むことで、メガ粒子を周囲にランダム放射させる「ビーム・コンフューズ」によって、向かい来るファンネルを一掃している。
『機動戦士Vガンダム』のウッソ・エヴィンは、ビームを扇状に発振したサーベルにライフルを撃ち込み「ビーム・コンフューズ」同様の現象を起こす、2本の同型サーベルを十字に組み合わせIフィールドを融合、十字手裏剣型ビーム刃にして投げつける、同じく同型サーベルを揃えて同期させることで、瞬間的に数倍の長さのビーム刃を発振するといった攻撃を効果的に用いることで、多くの敵機を撃墜している。
その他、ゲーム『ガンダムオンライン』では、ビームの収束を切ることによりビームで出来た刃を飛ばすことができるゲームシステムとなっている。

#### 劇中の小道具としての演出
ビーム刃の色はガンダム系主人公機はピンクであることが多いが、敵味方問わず黄、緑、青などさまざまに彩られている。『逆襲のシャア』のように主人公機以外が類似色（味方：黄色　敵：蛍光黄色）や『F91』のように主人公・味方機が黄色で敵が赤またはピンクと逆転しているなど例外もある。これらの色は、劇中の設定というよりも敵味方を区別するための演出としての側面が強い（『センチネル』連載当時のモデルグラフィックス誌の読者Q&Aでは「演出」と明言されていた）。
上記同様にCAPCOM製作ゲーム『機動戦士Ζガンダム エゥーゴvs.ティターンズ』において、両陣営で登場するジムIIとガンダムMk-IIは、設定上全く同じ機体ながら陣営によってビーム・サーベルの色が変わる（エゥーゴ・地球連邦軍ならピンク、ティターンズ・ジオン軍だと黄色。ビームの火線の色も同様に変わる）ため、ガンダム製作の世界でも、スター・ウォーズにおける「主人公は青又は緑、敵役は赤」などと同様、敵味方を判別しやすくする演出として強く意識されているようである。

### 未来世紀におけるビーム・サーベル
『機動武闘伝Gガンダム』をはじめとする未来世紀を世界観とする作品に登場するビーム・サーベルは、いわゆるビームガンなどの通常のビーム技術ではなく、ナノテクノロジーのシールド技術を応用した擬似ビームである。これは高熱高圧の核融合反応を封じ込めるために開発された分子物質であり、一定の負荷を与えることにより分子間を接続を強め形を作る性質を持つ。ガンダムファイト開催中に地球を覆っているビームロープや、モビルトレースシステムのコクピット内で使用されているビームもこの技術を応用している。他にもボルトガンダムのビームチェーンも存在している。
本来の擬似ビームは熱量をもたないため、ビーム・サーベルではわざと熱量を付加して攻撃用途に使用できるよう調整されている。

### アフターコロニーにおけるビーム・サーベル
『新機動戦記ガンダムW』をはじめとするアフターコロニーを世界観とする作品においては、最初期の戦闘用MSであるトールギスの時点で既に実用化されていた兵装となる。ただし、ガンダニュウム合金系素材を使用した特定機体のビーム・サーベルはその材質の耐性によってビーム発生装置が桁外れの出力を持ち、ガンダムが使用するビーム・サーベルは、強力な磁界と 高熱のフィールドに加え、 意 図的に電離領域を生成し制御 しているため、 例えば海中の ような環境の中でも、 高熱のビームや荷電粒子は水分子などと直接界面を接してエネルギーを減免されることなく対象物に到達し、 それを溶断することができる。
A.C.世界のガンダムに装備されたビーム・サーベル系武装の発光色は基本的にグリーンで統一されており、OZなどその他の機体はおおむねピンクに統一されている。発光色の差異が上記の兵器性能の違いを表現する演出とみることもできる。

### アフターウォーにおけるビーム・サーベル
『機動新世紀ガンダムX』をはじめとするアフターウォーを世界観とする作品に登場するビーム・サーベルには、この世界観独自の詳細な設定が確認されていない。
GX系列の機体のものはサテライトシステムからマニピュレーターを通じてエネルギーを供給しているため他のものより出力が高い両刃剣状の刀身を形成し、柄の部分も出力の高さを想定したかなり大きめなものとして作られており「ビーム・サーベル」とは呼ばれず「ビームソード」と呼ばれる。一般にガンダムヴァサーゴや一部の量産機の持つものが「ビーム・サーベル」である。派生兵器としてビームナイフやビームカッター、ビームジャベリンそして、設定のみであるが宇宙世紀のΖガンダムの使用するロング・ビーム・サーベルと同じ機構が存在する。

### 正暦におけるビーム・サーベル
『∀ガンダム』の正暦世界にあたっては、∀ガンダムのビーム・サーベルはプラズマエネルギーを電磁場で刀状に封止た物であると説明されている。作中ではこれを持った手首を高速回転させてビームシールドのように用いたこともある。

### コズミック・イラにおけるビームサーベル
『機動戦士ガンダムSEED』および『機動戦士ガンダムSEED DESTINY』をはじめとするコズミック・イラを世界観とするシリーズ作品に登場するビーム・サーベルは、ミラージュコロイド用の磁場形成理論の応用技術によってビームを刃状に固定したもので、ビーム刃の色はピンク、イエロー、グリーンなどで表される。
特性としては、ビーム・サーベルは互いに反発する性質がなく、すり抜けるためそれを防ぐためにビーム兵器に対する耐性を備えさせた「シールド」を装備している。『機動戦士ガンダムSEED』、『機動戦士ガンダムSEED DESTINY』等ではこの設定に沿った描写がなされているが、『機動戦士ガンダムSEED FREEDOM』においては、ビームブレイドのような近距離専用の装備同士が干渉するシーンが複数存在している（ソードインパルスガンダムSpec IIとギャンシュトローム、インフィニットジャスティスガンダム弐式とブラックナイトスコード シヴァの戦闘シーンでは、いずれもビームソードやビームアックス等が干渉している）。
この世界観の対ビーム用防護技術としては、振動鋼材によってシールドに共振現象を発生させ、破壊力を減衰させるというもの、対ビームコーティングを用いたもの、ラミネート装甲によって装甲全体に分散させるもの、および光波防御帯の技術を用いたものが存在する。また、ビーム・ブーメランとビーム・ライフルといった特定のビームの組み合わせではビーム抑制フィールド同士が干渉し、激突する事もある。

### 西暦におけるビーム・サーベル
『機動戦士ガンダム00』の世界観である西暦で登場する「GNビーム・サーベル」は、陽電子で作り出した空間に圧縮したGN粒子を充填することで刃を形成する。このため、陽電子の作用によって実体剣を受け止めることができる。また、ファーストシーズンに登場するユニオン陣営やAEU陣営の最新MSは、ビーム・サーベル開発の過程で作られた装備としてEカーボン製の刃からプラズマを伸展するソニックブレイド（プラズマソード）を装備している。
このビーム・サーベルの派生兵器として、ガンダムエクシアが装備する投擲武器であるGNビームダガーが存在し、後継機のダブルオーガンダムでは、出力調整により両方の用途で使用できるビーム・サーベルが装備された。またエクシアが装備する実体剣であるGNソードなどでは刀身にGN粒子を纏わせることで、実体剣でありながらGN粒子を活かした高い切れ味を誇り、ビーム・サーベルとのつばぜり合いも可能で、発展型のダブルオーガンダムが装備するGNソードIIIではエッジ部にGN粒子を熱エネルギーに変換し対象物を溶解しながら切断する緑色の新素材を用いる事で実体剣でありながらビーム・サーベルの特性を併せ持つ武装も存在する。この実体剣の方を主要武器としているため、他作品に比べてビーム・サーベルの使用・活躍頻度は少なめである。

### Advanced Generation（A.G.）におけるビーム・サーベル
フリット編のA.G.115年では、地球連邦軍、アンノウン･エネミー（ヴェイガン）ともにビーム兵器が普及しているが、テレビアニメ本編ではその粒子は何を使用しているのか双方ともに不明である。しかし、劇中では連邦軍の戦艦には主力のハイパーメガ粒子砲が装備されているといわれている。前作『00』に続き、柄やビーム刀身は平たい形状である。
一般的にUE（ヴェイガン）の機体は掌部分のビームバルカン発射口がビーム・サーベルの発生器を兼ねている。連邦側は、当初はガンダムAGE-1 ノーマルが出力調整によりビーム・サーベルとしても使用可能なビームダガーを（タイタス形態では、機体各所からビーム刃やリングを発生させ、ラリアットやタックルを行う）、Gエグゼスが高出力のビーム・サーベルを装備している程度であったが、宇宙要塞アンバット攻略戦時には、ジラやゼノ、エルメダといった旧国家派閥のMSにもビーム・サーベルが装備された。
アセム編のA.G.140年以降では、ガンダムAGE-2および地球連邦軍のMS全てにビーム・サーベルが標準装備されている。
キオ編のA.G.164年に入ると、ヴェイガン側の機体に、多彩なビーム刃を形成する槍「ギラーガスピア」、リボン状のビーム・サーベルを形成するうえ、胞子状のビットも形成できる「フォーンファルシアバトン」といったものが登場している
小太刀右京によるノベライズ版では、ガンダムAGE-1のビーム・サーベルは、荷電粒子を電磁収束させた兵器であるとされる。

## 備考

### 設定の変遷
『機動戦士ガンダム』のビーム・サーベルは、放映当初は原理が全く説明されていなかった。エネルギーCAPおよびIフィールドを取り入れた設定は、1981年のムック『ガンダムセンチュリー』が最初であった。そこで設定された「Iフィールドを刀剣状に形成した空間にミノフスキー粒子あるいはメガ粒子を充満させたもの」との解釈は以後の多くのメディアでの設定で採用されている。
ガンダムの原作者である富野由悠季が書いた小説版『機動戦士ガンダムF91』やアニメ『∀ガンダム』などには「ビーム・サーベルは重金属の粒子を発振させて高温度にしたものである」という旨の記述があるが、それだけでは「干渉」（例えばビーム・サーベル同士の鍔迫り合い）が不可能であるため、それ以外にも別のメカニズムが関連していると解釈されている。

### ビーム・サーベルの弱点（宇宙世紀）
発光を伴うため、隠密性に欠けることが最大の弱点となる。ただし、パイロットの技量と戦況によっては、ビーム刃を発生させた状態で宇宙空間へと投げることにより、敵パイロットの認識を欺瞞する、“変わり身”のようにつかうこともできる（ガンダム試作2号機など）。

### ビームサーベルが登場しないガンダムシリーズ
『機動戦士ガンダム 鉄血のオルフェンズ』のP.D.世界ではビーム兵器が普及しておらずビームサーベルが登場しない。モビルスーツの近接戦闘用の武器はメイスなどの鈍器や刀剣が主体となっている。

### 他の用法
丸まったポスターをリュックサックの上部に突き刺している状態、「ポスターサーベル」と呼ばれるものをガンダムになぞらえてビームサーベルと呼んでいる。これは秋葉原などを闊歩するオタクたちがよく行う行為で、それがガンダムのように見えることから半ば自虐的に呼称している。